# Rio Bălăneasa (Buzău)
O Rio Bălăneasa é um rio da Romênia afluente do rio Buzău, localizado no distrito de Buzău.